# Zappa Plays Zappa
Zappa Plays Zappa é uma banda de tributo a Frank Zappa, liderada por Dweezil Zappa - seu filho mais velho - que foi formada em 2006.

## Músicos
Banda:
- Dweezil Zappa - guitarra
- Scheila Gonzalez - saxofone, flauta, teclados, voz
- Pete Griffin - Baixo eléctrico
- Billy Hulting - marimba, percussão
- Jamie Kime - guitarra
- Joe Travers - bateria, voz
- Ben Thomas - voz

Ex-integrantes:
- Aaron Arntz - trompeta, teclados, voz

Músicos Convidados:
- Napoleon Murphy Brock - voz, saxofone, flauta
- Terry Bozzio - bateria, voz
- Steve Vai - guitarra
- Ray White - voz, guitarra

## Discografia
- 2008 - Zappa Plays Zappa
- 2010 - Return Of The Son Of...
- 2011 - In The Moment

## Prêmios e Indicações
| Ano  | Música               | Banda                                                         | Álbum             | Indicação                                              | Resultado | Ref.  |
| ---- | -------------------- | ------------------------------------------------------------- | ----------------- | ------------------------------------------------------ | --------- | ----- |
| 2009 | "Peaches en Regalia" | Zappa Plays Zappa featuring Steve Vai & Napoleon Murphy Brock | Zappa Plays Zappa | Grammy Awards: Melhor Performance de Rock Instrumental | Venceu    | [ 2 ] |